# Poprádi-tó
A Poprádi-tó (szlovákul Popradské pleso) Szlovákiában, a Magas-Tátra déli oldalán, a Menguszfalvi-völgyben, az Omladék-völgy torkolata előtt, az erdőhatáron, az Oszterva délnyugati letörése alatt, délre a Poprádi-csúcs (Kopki) erdővel borított kiágazásától, 1494 méteres tengerszinti magasságban található. Az ötödik legnagyobb tátrai tó, területe 6,88 hektár, mélysége 17 m. Kedvelt pihenőhely.

## Neve
A tó nem azért kapta Poprádról nevét, mert Poprád határában van, oda sohasem tartozott. A név eredete bizonyára az a tény, hogy a Krupa-patak (Krupá), amely a Poprádi-tóból ered, a Poprád folyó egyenes felső folytatása. Egy vízér, majd patak, még tovább egy folyó köti össze Poprádot az egyik legszebb fekvésű tátrai tóval.
A Poprádi-tó elnevezéssel Poppersee német alakban már Frölich Dávid 1644-ben Ulmban kiadott latin nyelvű "Bibliotheca seu Cynosura Viatorum" c. művében találkozunk. A tavat részletesen idősebb Buchholtz György írta le 1719-ben. Bél Mátyás 1736-ban Halastónak nevezte, bizonyára azért, mert ez az egyedüli tó a Magas-Tátra D. oldalán, amelyben halak is élnek. 1880-ban aztán pisztrángokat is telepítettek a tóba. Mivel a Halastónak hívtak egy tavat a lengyel oldalon is, az itteni Halastavat Kis-Halastónak (Kleiner Fischsee) vagy Poprádi-Halastónak (Poprader Fischsee) nevezték inkább.
A 19. század hetvenes éveiben gyakran nevezték Menguszfalvi-tónak (Mengsdorfer See, Mięguszowiecki Staw) is, ami valójában legjobban tükrözte a tó helyzetét.

## Menedékház
1879-ben építették meg a tó mellett az első menedékházat, a turistaforgalom megélénkült és szükségesnek tűnt egyértelműsíteni a tó nevét. A választás a tó legrégibb nevére esett.
A tó partján található a 2011-ben felújított Majláth-menedékház.

## Megközelítése
- A tátrai villamosvasút Poprádi-tó megállójától a  jelzésen (01:15 ó)
- A Csorba-tótól: a  jelzésen (01:15 ó) vagy a  jelzésen (01:10 ó)

## Külső hivatkozások
- A Poprádi-tó – Magas-Tátra.info, 2013. július 17.
- A Magas-Tátra egyik gyöngyszeme: a Poprádi-tó – National Geographic, 2019. augusztus 20.
- A Poprádi-tó. YouTube